# Lufkin (Teksas)
Lufkin je grad u američkoj saveznoj državi Teksas. Prema popisu stanovništva iz 2010. u njemu je živjelo 35.067 stanovnika.